# Камчатская городовая казачья конная команда
Камчатская городовая казачья конная команда — историческое казачье формирование (воинская часть) на территории Камчатки.
Старшинство, по состоянию на 1914 год, не установлено.

## Предыстория. Казаки на Камчатке
На Камчатку казаки впервые попали во время похода В. В. Атласова 1699 года, за который, в феврале 1701 года, он просил челобитной о назначении его казачьим головой.
Именуясь городовыми казаками, весь XVIII век просуществовали в качестве части Якутских Городовых казаков, имея с ними общий служилый штат.
Располагались по немногочисленным острожкам, разбросанным на Камчатке. Из сибирских служилых людей были образованы Енисейские и Иркутские казаки.
В 1802 году из Иркутских казаков состояли на службе казачьи команды. Из них на Камчатке были расположены Большерецкая, Тигильская, Петропавловская, Нижнекамчатская (Нижне-Камчатская) и Верхнекамчатская казачьи команды.

### Камчатский гарнизонный батальон
Гарнизонный однобатальонный полк полковника А. А. Сомова (с 1799 года генерал-майор), был сформирован 3 октября 1798 года из 2-го батальона «Иркутского гарнизонного полка генерал-лейтенанта Леццано» и был переведен на Камчатку. В 1801 году назван Камчатским гарнизонным батальоном.
9 апреля 1812 был расформирован. Часть нижних чинов батальона зачислена в Камчатскую и Гижигинскую казачьи команды.

## История части
Сформирована 9 апреля 1812 года из городовых казачьих команд, расположенных на Камчатке, и части чинов Камчатского гарнизонного батальона как Камчатская конная городовая казачья команда. Команда подчинена Гражданскому ведомству.
В 1850 году в связи с ликвидацией Охотского порта часть тамошних казаков перечислена из Якутского городового полка в состав Камчатской конной городовой казачьей команды и переселена в Петропавловский порт.
На Камчатке на протяжении всего времени существования команда была распределена по разным населенным пунктам Камчатки, Чукотки и Командорских островов — Марково, Командоры, Усть-Камчатск, Тигиль и другие. Штаб команды был расположен в Петропавловске.
Существование и комплектование команды вплоть до 1917 года было основано на положении о городовых казаках Сибири 1822 года. Служба в ней для казачьего сословия была обязательной и по возрасту не имела временных ограничений.
С 1812 года по 1855 год Камчатская конная городовая казачья команда была единственной сухопутной частью Российской Империи на Камчатке.
С 1855 года по 1913 год Камчатская конная городовая казачья команда вообще была единственной воинской частью на полуострове. Вплоть до 1909 года на Камчатке не было и полиции.
Этими условиями обуславливалась крайне разнообразная служба Камчатских казаков за всё время существования — совмещение воинской (караульной) и полицейской службы, сопровождение торговых караванов и чиновников в отдаленные селения, борьба с браконьерами и так далее.
В 1913 году была сформирована Камчатская пешая жандармская команда и было возбуждено ходатайство об упразднении казачьей команды, как утратившей прежнее значение, но вмешалась Первая мировая война. В период 1914—1917 годов команда находилась на Камчатском полуострове. Весной 1917 приказом Временного правительства команда упразднена.

## Боевые кампании части
- Петропавловская оборона.
- Оборона Камчатки в Русско-японскую войну (1904—1905)

## Знаки отличия части
- Не имела

## Командиры части
- Д. И. Корнеев (на 1904 год)

## Особенности
С упразднения Верхотурской городовой команды в 1870 году до отделения от Якутского городового полка Удской казачьей команды в 1896 году являлась самой малочисленной казачьей частью.